# Villaescusa (Cantabria)
Villaescusa es un municipio de España perteneciente a la comunidad autónoma de Cantabria. Está situado en el arco sur de la Bahía de Santander e integrado en la comarca de Santander. Limita al norte con El Astillero, al oeste con Piélagos y Castañeda, al sur con Santa María de Cayón y al este con Medio Cudeyo y Penagos.
En este municipio está una de las dos entradas al Parque de la Naturaleza de Cabárceno.
Este 28 de mayo de 2023 en las elecciones salió votado el PRC
Cuenta con varios equipos de Fútbol el más destacado es la Sociedad Deportiva Villaescusa.

## Símbolos
El ayuntamiento posee un escudo heráldico municipal aprobado por Real Decreto en 1982. La descripción del escudo es la siguiente: «Escudo partido, primero de plata el roble de sinople; segundo, de sinople, la piqueta de oro, y en punta, de gules un puente de plata: Al timbre, corona real cerrada».

## Geografía
Con una superficie de 28,02 km², Villaescusa es el septuagésimo segundo municipio de Cantabria por superficie (ver tabla).
El municipio está situado en la zona central del litoral de Cantabria, dentro de la comarca de Santander. Limita al norte con los términos de El Astillero y Piélagos, al sur con Santa María de Cayón y Penagos, al oeste con Piélagos y al este nuevamente con Penagos y con el término municipal de Medio Cudeyo.

### Clima
El territorio municipal se ubica en la región climática de la Ibéria Verde de clima Europeo Occidental, clasificada también como clima templado húmedo de verano fresco del tipo Cfb según la clasificación climática de Köppen.

## Demografía
Villaescusa cuenta con una población de 3953 habitantes (INE 2024).
| Gráfica de evolución demográfica de Villaescusa entre 1842 y 2021                                                   |
| |
| Población de derecho según los censos de población del INE Población de hecho según los censos de población del INE |

## Administración y política

### Gobierno municipal
Constantino Fernández Carral (PRC) es el actual alcalde del municipio, tras haber recibido el voto del Grupo Socialista tras las elecciones de 2015, haciendo así alcalde al cabeza de lista del grupo menos votado (745 PRC, 768 PSOE y 796 PP). 
| Periodo   | Nombre                        | Partido | Partido                                  |
| --------- | ----------------------------- | ------- | ---------------------------------------- |
| 2003-2011 | Luis Eduardo Echevarría Lavín |         | Partido Socialista Obrero Español (PSOE) |
| 2011-2015 | Mª Almudena Gutiérrez Edesa   |         | Partido Popular (PP)                     |
| 2015-act. | Constantino Fernández Carral  |         | Partido Regionalista de Cantabria (PRC)  |

| Partido político                         | 2023  | 2023  | 2023       | 2019  | 2019  | 2019       | 2015  | 2015  | 2015       | 2011  | 2011  | 2011       | 2007  | 2007  | 2007       |
| Partido político                         | Votos | %     | Concejales | Votos | %     | Concejales | Votos | %     | Concejales | Votos | %     | Concejales | Votos | %     | Concejales |
| Partido Regionalista de Cantabria (PRC)  | 1604  | 65,38 | 8          | 1590  | 63,22 | 7          | 745   | 31,54 | 3          | 558   | 23,02 | 2          | 424   | 18,21 | 2          |
| Partido Popular (PP)                     | 433   | 17,65 | 2          | 459   | 18,25 | 2          | 796   | 33,70 | 4          | 842   | 34,74 | 4          | 838   | 36,00 | 4          |
| Partido Socialista Obrero Español (PSOE) | 372   | 15,16 | 1          | 445   | 17,69 | 2          | 768   | 32,51 | 4          | 966   | 39,85 | 5          | 1025  | 44,03 | 5          |

### Organización territorial
- La Concha (capital)
- Liaño
- Obregón
- Villanueva de Villaescusa

## Economía
De acuerdo con la Contabilidad Regional que realiza el Instituto Nacional de Estadística, en el año 2014 la renta per cápita de Villaescusa era de  11 081 euros por habitante, por debajo de la media regional que se sitúa en 13 888 € y la estatal (13 960 €).
Un 5 % de la población del municipio se dedica al sector primario, un 16,3 % a la construcción, un 21,8 % a la industria y un 56,9 % al sector terciario. Se trata de una de las zonas con mayor densidad de población de Cantabria. Villaescusa es sede y punto de atracción de numerosas empresas e industrias, muchas de ellas agrupadas en parques situados en las inmediaciones de Villaescusa.

## Cultura
En colaboración con la Fundación Cantabria Labs, el Ayuntamiento convoca cada año el premio nacional de pintura de Villaescusa_Cantabria Labs con una exposición en su centro Multiuso. Participaron artistas como Alejandro González Oses, Noemi Gutiérrez, Vicky Kylander o Guillermo Sedanel entre otros.En su V convocatoria en 2025 premiaron a los artistas Heli García, Leonor Elena Solans, Quique Ortiz, Raquel de Val, David Martínez Calderón en una exposición en la que además participaron artistas de renombre como Daniel Garbade Lachenal y Guillermo Macedo entre otros.
El centro Multiuso fue inaugurado en 2015 por el consejero de Obras Públicas y Vivienda, José María Mazón se ubica junto a la biblioteca y la Casa de Cultura sobre un terreno de 599 metros cuadrados.

## Patrimonio
Destaca la finca de Rosequillo en La Concha, bien de interés cultural con categoría de monumento. El puente de Solía, en la misma localidad, es un Bien inventariado.